# Meditação de Transmissão
A Meditação de Transmissão é a fusão de dois Yogas: Karma Yoga, o Yoga do Serviço, e Laya Yoga, o Yoga dos Chakras.
Essa meditação é feita em grupo e praticada por pessoas que desejam servir à evolução da humanidade. Elas se reúnem regularmente e juntas dizem, em voz alta, A Grande Invocação, mantra que foi divulgado ao mundo em 1945 por Maitreya.
Durante as sessões, os participantes permanecem em silêncio com a atenção focalizada no centro Ajna (entre as sobrancelhas). A mentalização do mantra OM é utilizada quando a atenção divaga. Ao manter o foco no centro Ajna, o alinhamento entre o cérebro físico e alma (nível búdico) é produzido. Forma-se então um canal entre o grupo e a Hierarquia dos Mestres da Sabedoria. Os grupos que praticam a Meditação de Transmissão atuam como subestações (pontos de entrada) de energias espirituais. Os Mestres enviam as energias condicionadas de forma adequada aos chakras de cada indivíduo do grupo, assim tornando-as mais acessíveis e úteis para a humanidade.
Diferentemente de outras práticas, a Meditação de Transmissão está sob o controle dos Mestres e caracteriza-se pela simplicidade. Os grupos não tentam enviar tais energias a nenhuma pessoa, grupo ou país. São os Mestres que realizam o redirecionamento necessário. A Meditação de Transmissão é uma atividade não sectária e portanto não interfere com outras práticas religiosas e espirituais. Pode ser feita de forma segura por qualquer indivíduo com mais de 12 anos de idade.  Há centenas de grupos de Transmissão em todo o mundo que se reúnem de uma a três vezes por semana, a uma certa hora e dia marcados, convenientes aos membros do grupo.